# 阿曼帝國
阿曼帝國（阿拉伯语：الإمبراطورية العمانية）是一個海洋帝國，曾在波斯灣與印度洋上與葡萄牙和英國爭奪貿易、控制權。鼎盛時期他跨過霍爾木茲海峽，並橫越至今伊朗、巴基斯坦沿海，南部延伸到德尔加杜角。1856年當末任蘇丹賽義德·本·蘇爾坦駕崩後，他的兩個兒子便分裂了這個帝國，馬吉德·本·賽義德統治尚吉巴，而阿曼本土則交由蘇韋尼·本·賽義德繼續統治。

## 崛起與擴張
地處戰略要衝的馬斯喀特自1507年-1650年間一直由葡萄牙帝國所掌控。然而葡萄牙並沒有控制住整個阿曼，隨著阿曼部落一連串的抵抗，葡萄牙逐漸喪失其控制權。而到了17世紀中葉，阿曼部落終結了葡萄牙在馬斯喀特的統治。當時葡萄牙佔領時期滯留的大型帆船，給予了阿曼走向貿易帝國的繁榮昌盛之基礎。爾後，他們還進攻了波斯薩法維王朝，並試圖擾亂波斯人在波斯灣的貿易活動。1696年，在艾哈邁德·本·賽義德的率領下，阿曼艦隊襲擊了蒙巴薩，並圍攻當時有2500平民躲藏的耶穌堡，最終圍攻33個月後，連月飢餓促使守軍投降。
佔領了蒙巴薩又驅逐了葡萄牙與波斯軍隊的阿曼帝國已然鞏固了其在西印度洋的地位，到了1783年，阿曼帝國已往東擴張至瓜達爾（今巴基斯坦境內）。阿曼人曾試圖進一步進攻西印度地區的葡萄牙基地，但沒能獲得成功。波斯灣方面，阿曼帝國佔領了原屬薩法維王朝的巴林，並持續佔領了數年之久。阿曼對南方的擴張與影響包括了移民尚吉巴的第一個大規模定居點。

## 亞盧比王朝
在賽義夫·本·蘇爾坦的領導下，阿曼農業發生了巨大進步。他以讓阿曼內陸提供水源而聞名，同時他鼓勵居住於內陸的阿曼人搬到巴提奈區沿海居住，並沿著海岸種植椰棗樹。而位於阿曼內陸的哈姆拉透過新建的阿夫拉賈灌溉體系，改善了當地灌溉系統；亞盧比王朝同時也會資助針對定居點與農業工程之投資，例如沿著Wadi Bani Awf的梯田。此外賽義夫·本·蘇爾坦還建立了新學校。他將魯斯塔克城堡作為其住所，並新設了風塔。
1711年10月4日，賽義夫·本·蘇爾坦駕崩，並葬於魯斯塔克城堡的一座豪華陵墓中──該陵墓後來被瓦哈比派的將軍摧毀。他駕崩時擁有巨額的財富：他有28艘船、700位男奴與阿曼境內三分之一的椰棗樹。後來由他的兒子蘇爾坦·本·賽義夫二世繼位（1711-1718年）。他將位於魯斯塔克與海岸之間的哈茲姆立為首都，如今他只是個村莊，但仍然有他在1710年左右建造的一座大堡壘之遺跡（包含他的墳墓在內）。

## 與英國的結盟
後來，賽義德王朝的艾哈邁德·本·賽義德取代了他死掉的姪子繼位，並進一步增加砲艇與新式貨船，持續壯大它的強大艦隊。他將蒙巴薩控制權從馬茲瑞王朝奪回，並阻止當前來自沙烏地阿拉伯地區的行動；此外，他需要一個強而有力的盟友來將位於波斯倫格港的卡西里國隔離在阿曼之外。是以，他看中了大英帝國──一個已然在世界各地無處不在的強大海洋帝國。據透露，當時大英帝國正在與法蘭西第一帝國交戰，而法蘭西皇帝拿破崙一世計劃在入侵蒙兀兒帝國期間進軍波斯並奪得馬斯開特。後來的1798年，英國與阿曼簽訂了貿易航行協約。
艾哈邁德保證英國在印度的國家利益，使其領土不受法國影響，此外他允許英國東印度公司在波斯灣設立一座貿易站，並派英國領事至馬斯開特。在擊敗拿破崙的同時，英國在暗藏另外一條動機的情況下與阿曼簽約，旨在向艾哈邁德施壓，讓他結束自1772年在英國被視為非法的奴隸制度。當時，阿曼與非洲的貿易相當活躍，當給葡萄牙供應象牙的莫三比克因葡萄牙過高的出口稅而被切斷時，尚吉巴的貿易樞紐地位因而進一步加強：這是因為商人改在尚吉巴進出口象牙。爾後，艾哈邁德被阿曼軍艦進出海灣時發生的一連串衝突分散注意，最後在1804年，在他遠征波斯灣期間被流星擊中頭部而死。

## 賽義德·本·蘇爾坦時期
賽義德·本·蘇爾坦乃蘇爾坦·本·艾哈邁德（在位於1792-1804年）之子，後者在1804年探索巴斯拉期間去世。在此之前，他任命穆罕默德·本·納西爾·本·穆罕默德·賈布里作為薩利姆·本·蘇爾坦與賽義德·本·蘇爾坦之攝政王兼監護人。後來蘇爾坦的兄弟兼蘇哈爾統治者卡伊斯·本·艾哈邁德試圖篡位。1805年初，卡伊斯沿著海岸向南進軍到穆特拉，隔沒不久他就將他的兄弟穆罕默德俘獲。爾後卡伊斯開始圍攻馬斯開特，期間穆罕默德·本·納西爾試圖用賄賂讓卡伊斯離開，但並沒有成功。
後來，穆罕默德·本·納西爾向巴德爾·本·賽義夫求援，經過一系列交戰後，卡伊斯被迫撤回蘇哈爾，而巴德爾·本·賽義夫成了有效的統治者。然而，當巴德爾·本·賽義夫與瓦哈比派結盟後，他變得越來越不受歡迎。是以為了擺脫此等困境，他任命薩利姆·本·蘇爾坦為麥斯納市長，任命賽義德·本·蘇爾坦為巴爾卡市長。
1806年，賽義德·本·蘇丹將巴德爾·本·賽義夫引誘到巴爾卡，並在附近暗殺他，爾後，前者成為阿曼帝國的統治者。關於事件細節有不同說法，但很明顯地，賽義德率先發動攻擊，然後他的擁護者完成暗殺；薩義德則被阿曼人譽為離開該國的瓦哈比派中的解放者。卡伊斯·本·艾哈邁德立即支持賽義德。然由於對瓦哈比派的反應感到緊張，他將暗殺的兇手指向穆罕默德·本·納西爾。

## 帝國分裂
1856年10月19日，賽義德·本·蘇爾坦的老么馬吉德·本·賽義德在其父去世後即位，並宣布自行成為尚吉巴蘇丹國的蘇丹，但是其兄蘇韋尼·本·賽義德對此表示不滿，雙方很快便發生爭鬥。後來在第一代坎宁伯爵查尔斯·坎宁仲裁下，判決將阿曼帝國分裂成兩個帝國：阿曼本土由蘇韋尼·本統治，而尚吉巴地區由馬吉德·本統治。1862年3月10日，英法兩國在巴黎簽訂《尚吉巴保證條約》，確立兩國的獨立性。由於與尚吉巴地區連結的中段勢必翠讓阿曼本土蒙受損失，蘇韋尼·本堅持馬吉德·本每年要支付40000瑪麗亞·特蕾莎泰勒銀幣作為賠償，但最終這些賠償被拖欠一年後即告停止。

## 註腳
1. 1 2  福田、2017、295頁。
2. ↑  Keane 1907，第483頁
3. ↑  福田、1991、77頁。
4. 1 2  . www.rafmuseum.org.uk.   [2018-08-09]. （原始内容存档于2014-10-09） （英语）.
5. ↑  福田、2017、296頁。
6. ↑  福田、1991、84頁。
7. ↑  Beck 2004.
8. ↑  Davies 1997，第51-52頁.
9. ↑  Davies 1997，第52頁.
10. ↑  Limbert 2010，第153頁.
11. 1 2  Thomas 2011，第222頁.
12. ↑  Siebert 2005，第175頁.
13. ↑  Plekhanov 2004，第49頁.
14. ↑  Ochs 1999，第258頁.
15. ↑  Miles 1919，第225頁.
16. ↑  JPM Guides 2000，第85頁.
17. ↑  松尾、2013、35頁。
18. ↑  Miles 1919，第281頁.
19. ↑  Miles, Samuel Barrett. . Garnet Pub. 1919  [19 November 2013]. ISBN 978-1-873938-56-0. （原始内容存档于2016-04-28）.
20. ↑  . www.britishempire.co.uk.   [2018-08-06]. （原始内容存档于2022-06-17）.
21. 1 2 3  Miles 1919，第304頁.
22. ↑  Miles 1919，第305頁.
23. ↑  Miles 1919，第307頁.
24. ↑  Miles 1919，第308頁.
25. 1 2  Miles 1919，第309頁.
26. ↑  Thomas 2011，第226頁.